# چیزانو برگاماسکو
چیزانو برگاماسکو (به ایتالیایی: Cisano Bergamasco) یک کومونه در ایتالیا است که در استان برگامو واقع شده‌است. چیزانو برگاماسکو ۷٫۵۴ کیلومتر مربع مساحت و ۶٬۳۸۵ نفر جمعیت دارد و ۲۶۸ متر بالاتر از سطح دریا واقع شده‌است.